# コピーバンド
コピーバンド（copy band）は、有名なバンドの楽曲を複製し、演奏するバンドを意味する和製英語。

## 概要
バックバンドを率いているソロアーティストの楽曲をコピーするバンドもある。多くの場合は、特定のバンド、アーティストだけコピー演奏し、衣装やアクションなども似せていることが少なくない。楽曲の版権会社が公認している高い演奏技術、パフォーマンスを備えたコピーバンドでも、マスコミなどからは「単なるそっくりさんバンド」として見られることもある。
英語では、カバーバンド（cover band）またはカバーズバンド（covers band）、トリビュートバンド（tribute band）という。これらは次第に、日本でもよく使われるようになるなかで、「コピー」、「カバー」、「トリビュート」の意味する事柄の違いから、類義語でありながら、それぞれに様々な定義づけが行われ、異なるニュアンスで使われることも増えてきている。

## 変遷

### 1950年代〜1970年代
コピーバンドが世界的に盛んになったのは、1950年代以降のことで、ポピュラーなどの楽曲の楽譜、特にバンド向けの楽譜が市販されていない時代から始まっている。そのため、耳コピーで採譜・暗譜するスタイルが多かった。
日本では、大学のサークルなどを中心にピーター・ポール&マリー、ビートルズ、ベンチャーズ、ローリングストーンズなど海外のバンド、とりわけフォークグループのコピーバンドが増えたが、カントリー系、ジャズ系、ロック系、メタル系など、多ジャンルにわたってコピーバンドが増えていった。さらにグループ・サウンズブームが到来すると、そうしたグループのコピーバンドも登場した。聴衆も演奏者もコピーバンドという認識はなく、人気バンドも多く、セミプロとして活動するコピーバンドも存在した。また、コピー演奏の経験のなかで、腕を磨き、音楽の技術と知識を向上してプロになったミュージシャンは無数にあった。

### 1980年代〜1990年代
やがてオリジナル曲を演奏するバンドが増え、ニューミュージックブームのなかでシンガーソングライターが多数登場するようになると、コピーバンドの経験者のなかから、オリジナル曲を中心として演奏するバンド・ユニットが増えていった。
1980年代末になると、特定のアーティストの楽曲をコピー演奏するコピーバンドは下火となったが、その後も、コピーバンドのなかから優れたアーティストが多く登場している。
海外ではアーティストやバンドがしばしば自分たちのコピーバンドを前座として使うが、ALFEEは、コピーバンドの演奏水準の高さに着目し、1986年8月3日に開いた東京湾13号埋立地での10万人コンサートでは、開場から開演までの間、特設ステージで10組のコピーバンドを前座として演奏させた。

### 2000年代以降
最近では、楽曲をカバーする際にも、独自のアレンジを施すようになり、忠実なコピー演奏をするバンドは必ずしも多くない。
しかし、BOØWY、JUDY AND MARYなど人気バンドが解散していくなかで、こうしたバンドのファンが新たにコピーバンドを結成するケースも目立つようになり、各地で活動を継続している。また、解散したバンドのコピーバンドばかりでなく、GLAY、B'zなど現存するバンドのコピーバンドやaiko、椎名林檎といったソロアーティストの楽曲をコピー演奏するバンドも少なくない。
海外では、ローリング・ストーンズ、レッド・ツェッペリン、ピンク・フロイド、U2など伝説的な著名バンドのコピーバンドが数多く存在する。

## 類義語の定義と用法

### カバーバンドとの違い
コピーバンドは、日本独特の和製英語であり、カバーバンドの同義語であるが、コピーバンド、カバーバンドの語源である、コピーとカバーの違いに関する定義に基づけば、一定の区別が可能である。
コピーとカバーの違いについて、以下のような考えがある。
以上のようなコピーとカバーの違いの定義づけにもとづいて、各バンドをコピーバンド、カバーバンドのいずれか、判別する場合もある。

### 「カバーバンド」の広義の用法
「コピーバンド」の別の呼称である「カバーバンド」の用法として、最近はより広義な使われ方がされている。
アニメソングカバーバンド、ゲーム音楽カバーバンド、オールディーズカバーバンドというふうに、従来のような、特定のバンドの楽曲をカバーするというバンドの意味よりもジャンル全体の楽曲をカバーするバンドという意味で使用されることも増えてきている。

### 「トリビュートバンド」の様々な定義
「コピーバンド」、「カバーバンド」の中に「トリビュートバンド」を標榜するバンドが存在し、「トリビュートバンド」の様々な定義が行われている。